# Horrebow (kráter)

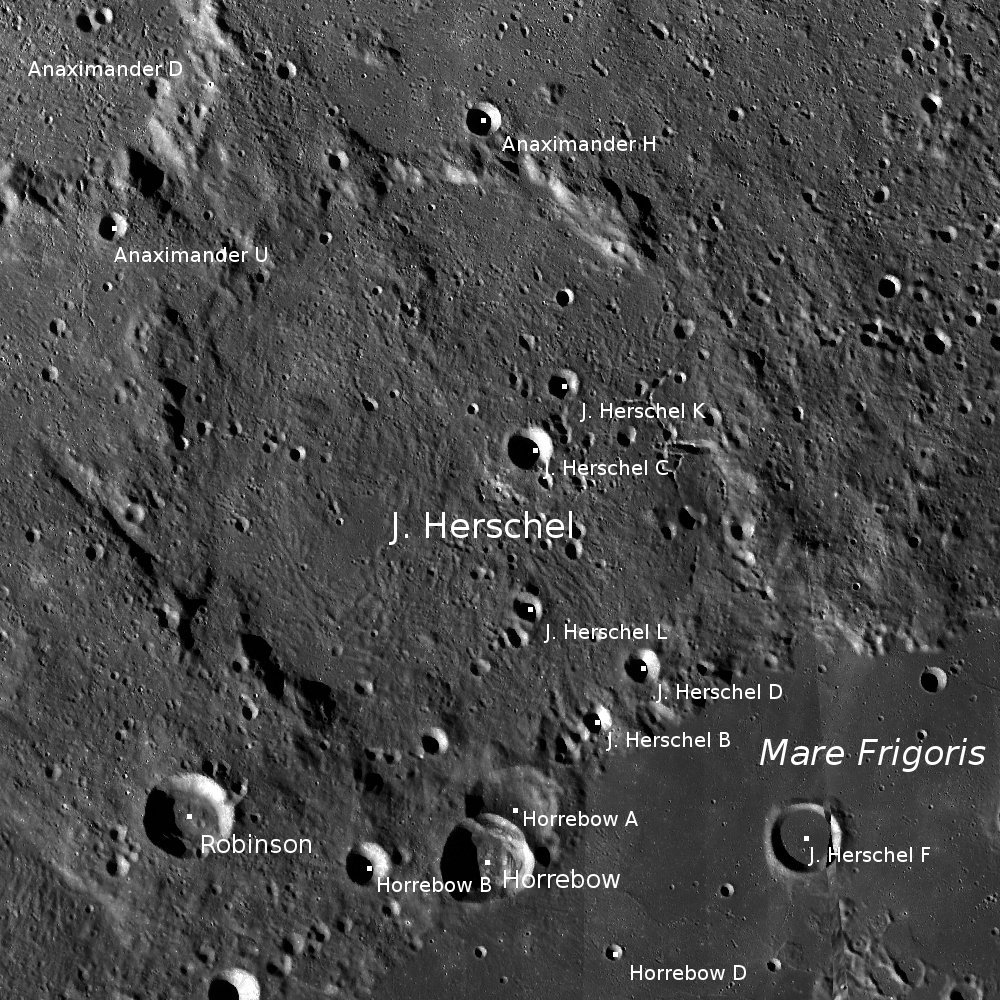
Okolí kráteru Horrebow

Horrebow je impaktní kráter, který se nachází na severním okraji západní části Mare Frigoris (Moře chladu) na přivrácené straně Měsíce, jižně od rozlehlé valové roviny J. Herschel.
Západně se nachází rozlohou srovnatelný kráter Robinson.
Horrebow má průměr 24 km  a je pojmenován podle dánského matematika, fyzika a astronoma Pedera Horrebowa. Je přibližně kruhového tvaru a na severozápadě překrývá obdobně velký kráter s označením Horrebow A.

## Satelitní krátery
V okolí kráteru se nachází několik dalších kráterů. Ty byly označeny podle zavedených zvyklostí jménem hlavního kráteru a velkým písmenem abecedy.
| Horrebow | Sel. šířka | Sel. délka | Průměr |
| -------- | ---------- | ---------- | ------ |
| A        | 59.2° S    | 40.4° Z    | 25 km  |
| B        | 58.7° S    | 42.7° Z    | 13 km  |
| C        | 56.9° S    | 36.0° Z    | 5 km   |
| D        | 57.9° S    | 38.7° Z    | 5 km   |
| G        | 59.7° S    | 41.7° Z    | 8 km   |